# مدرسه حکیم
مدرسه حکیم مربوط به دوره صفوی - دوره معاصر باسازی است و در شیراز، میدان احمدی، بازار شاهچراغ واقع شده و این اثر در تاریخ ۱۱ دی ۱۳۸۰ با شمارهٔ ثبت ۴۵۳۳ به‌عنوان یکی از آثار ملی ایران به ثبت رسیده است.